# 本谷川 (神奈川県)
本谷川（ほんたにかわ）は、神奈川県愛甲郡清川村を流れる河川。相模川水系の支流。

## 地理
神奈川県愛甲郡清川村の西部に位置する丹沢山地の塔ノ岳付近に源を発し北東に流れ、金沢キャンプ場付近で中津川に合流する。

## 支流
- 塩水川

## 橋梁
- 本谷橋（人道橋）
- 旧瀬戸橋
- 瀬戸橋（塩水林道）
- 塩水橋（神奈川県道70号秦野清川線）

## ギャラリー

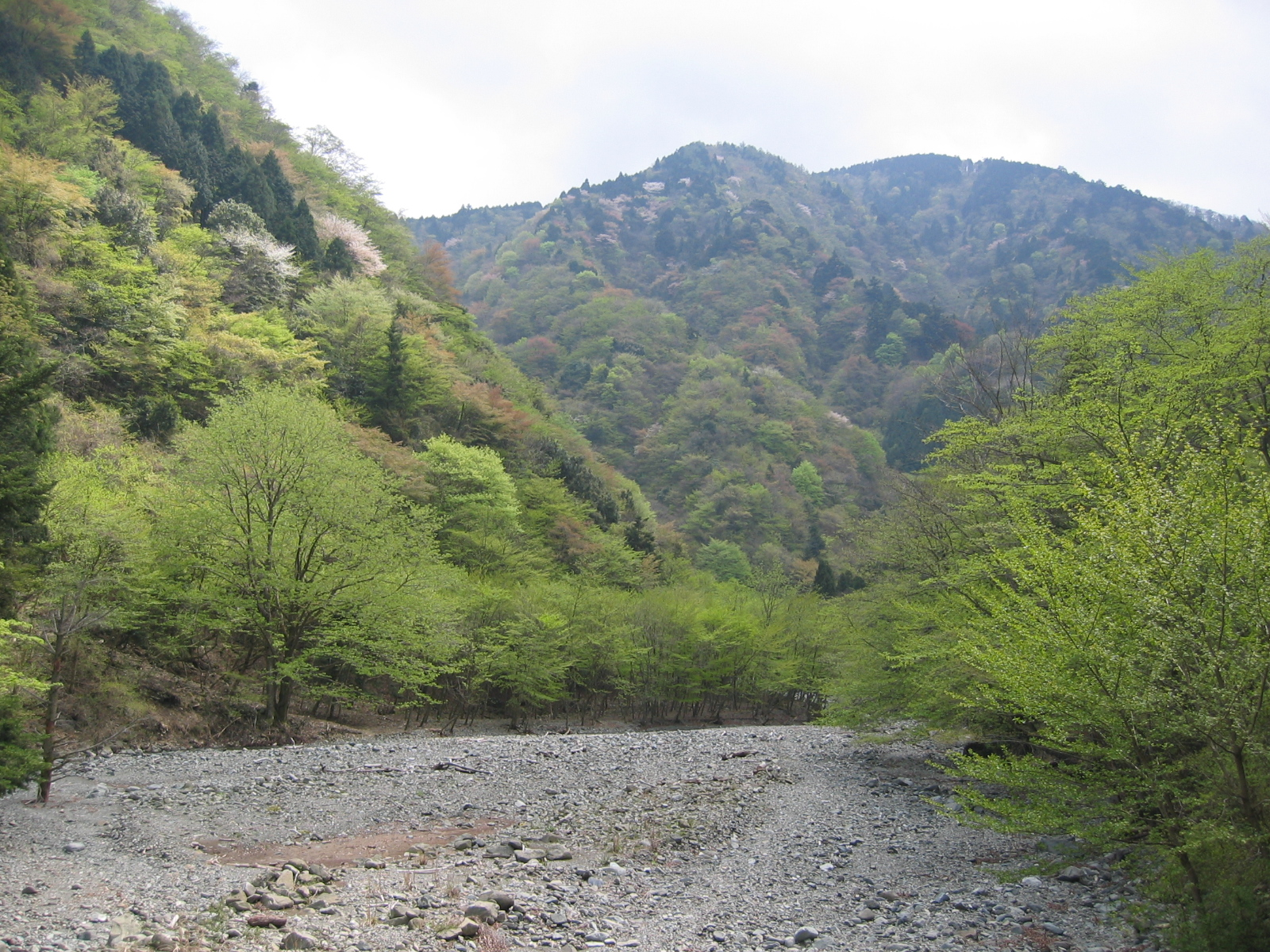
本谷橋付近の川原
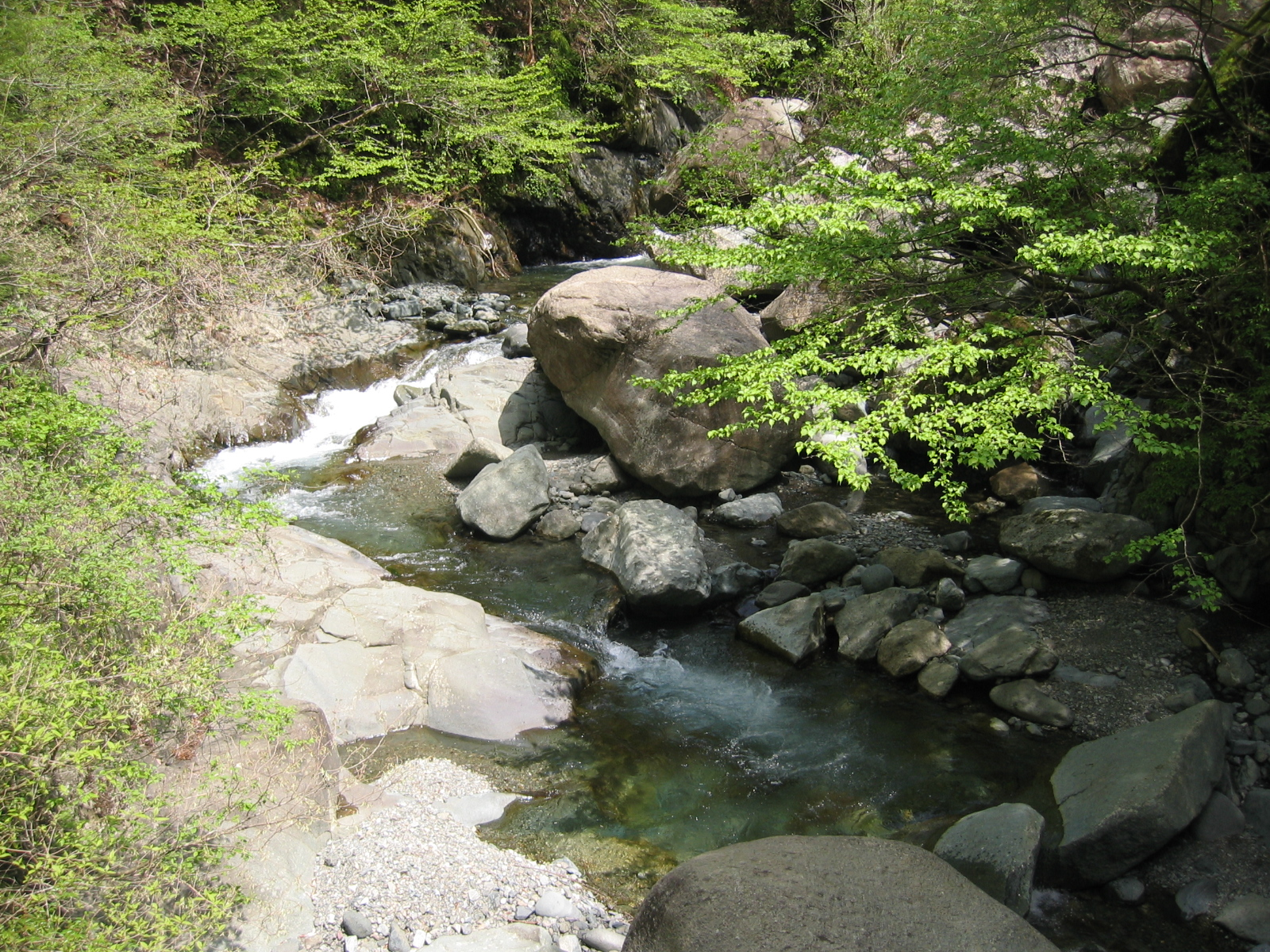
本谷林道より本谷川
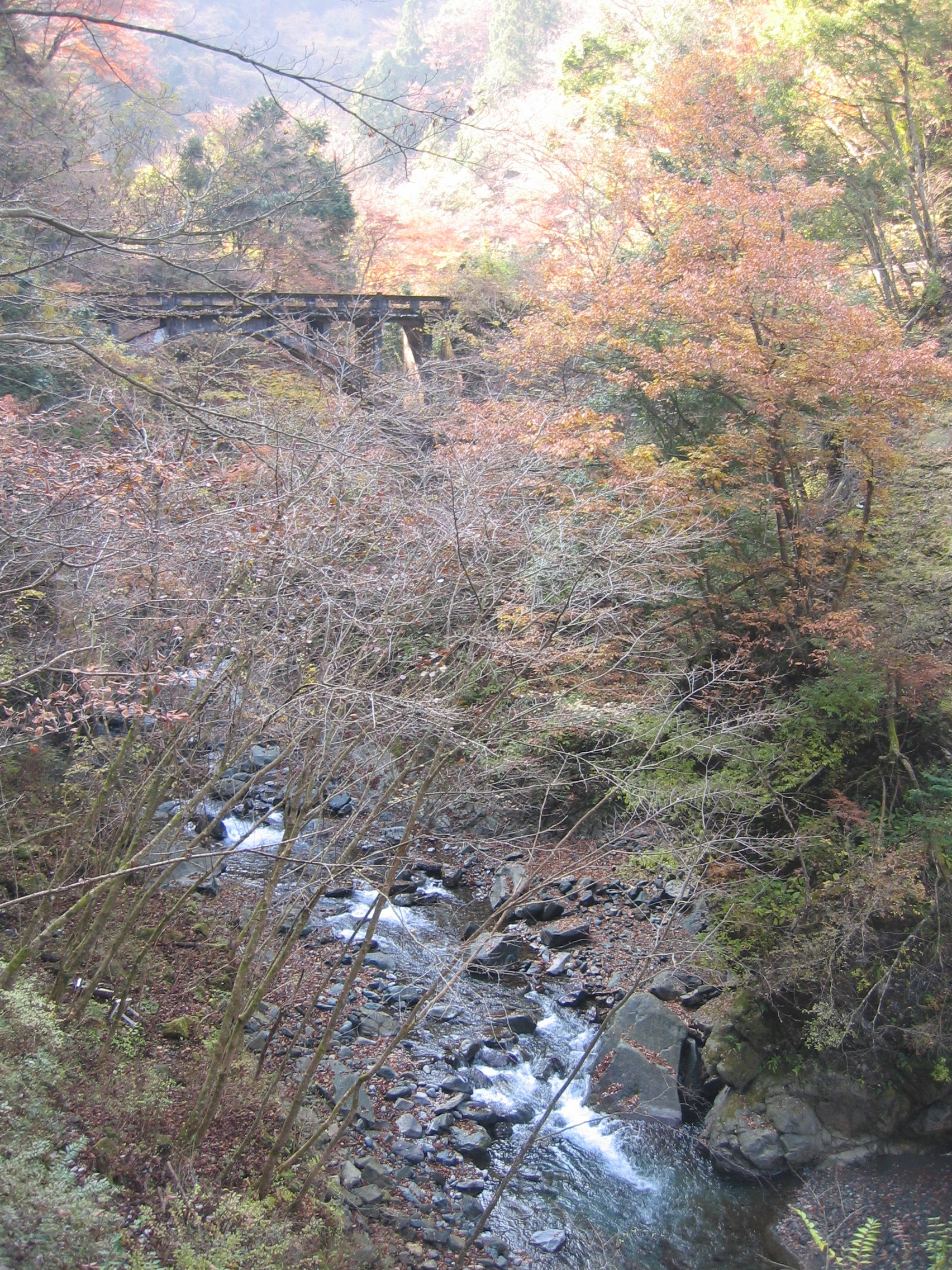
本谷川と旧瀬戸橋（左上）
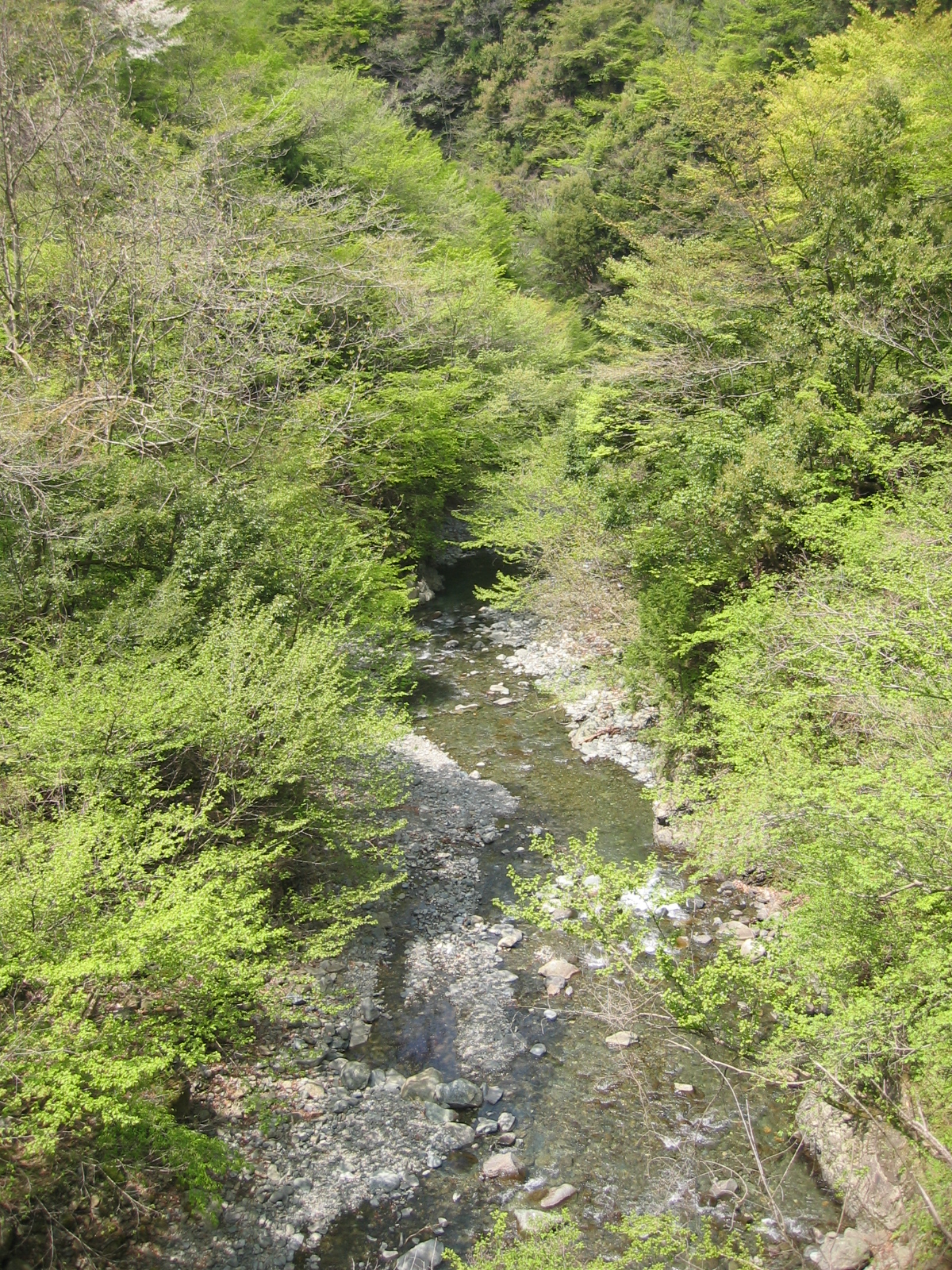
瀬戸橋上から本谷川
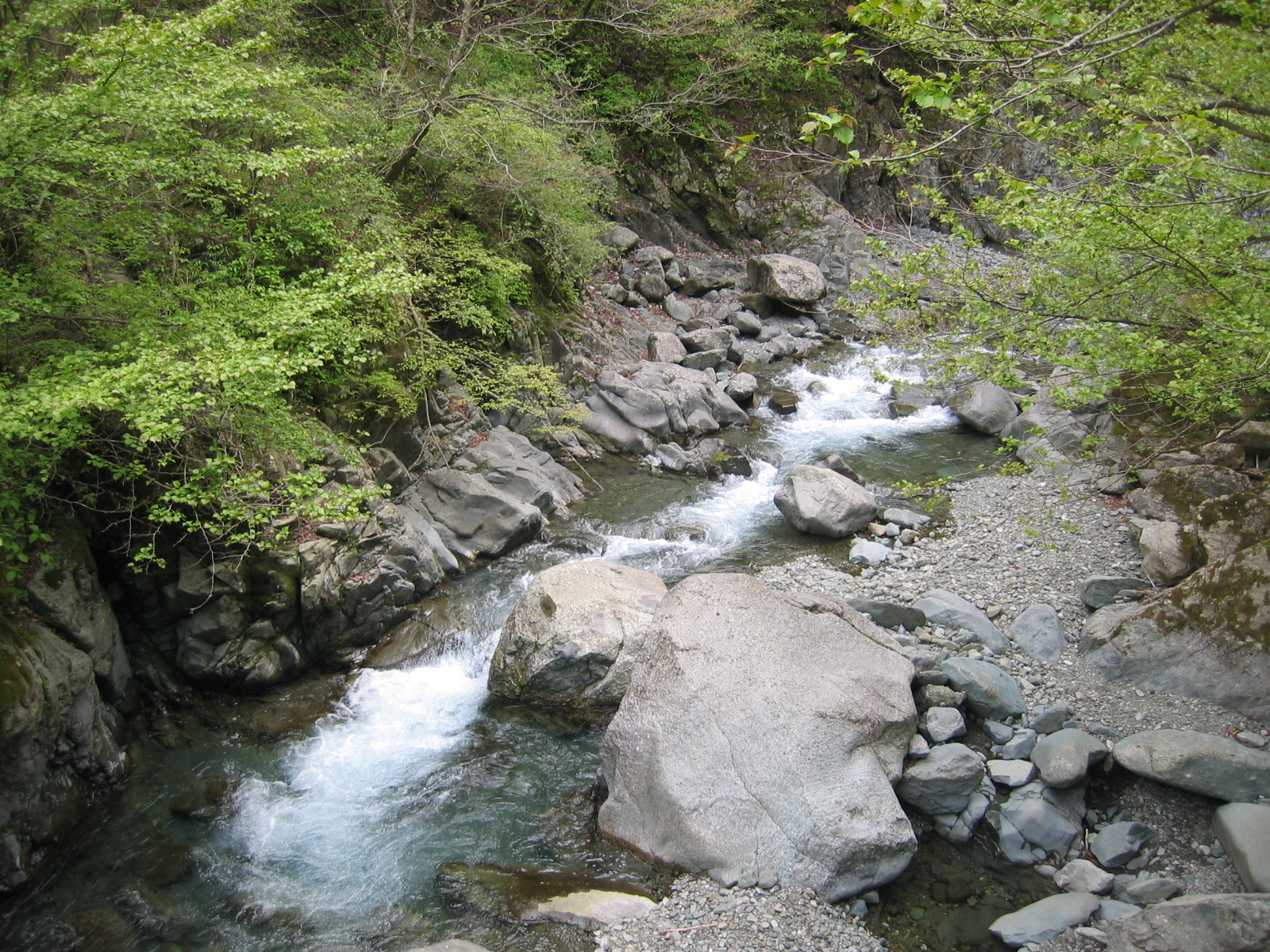
塩水橋上から本谷川
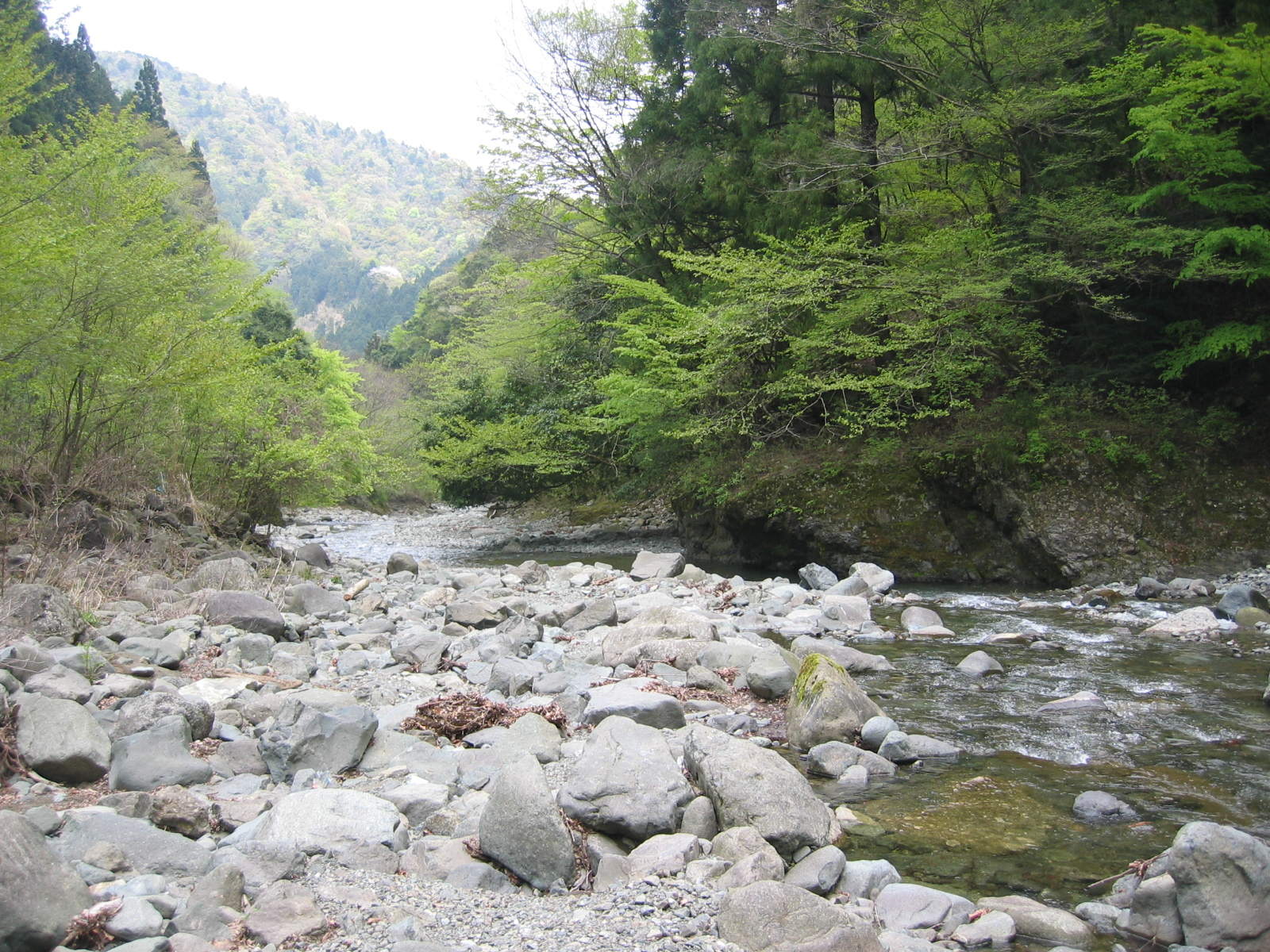
桶小屋橋付近から本谷川
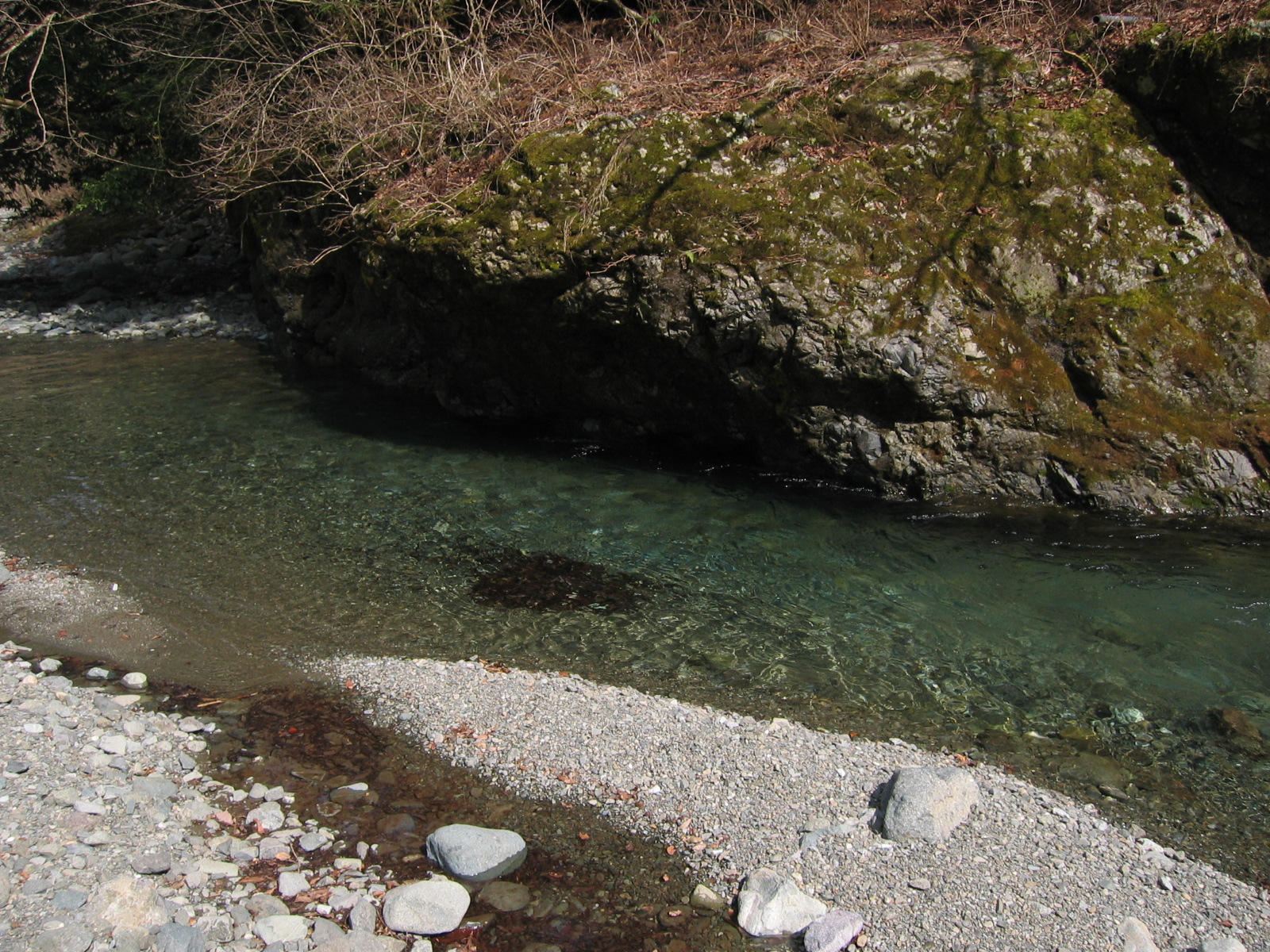
桶小屋橋付近から本谷川

座標: 北緯35度29分2.5秒 東経139度12分44.5秒 / 北緯35.484028度 東経139.212361度